# 33556 Brennanclark
33556 Brennanclark este o planetă minoră (asteroid), cu un diametru de 3,055 km, din centura de asteroizi. A fost descoperită pe 10 mai 1999 la Experimental Test Site⁠(d) de Lincoln Near-Earth Asteroid Research. 
Obiectul prezintă o orbită caracterizată de o semiaxă mare de 2,2714719 UAi, o excentricitate de 0,06, o înclinație de 3,72835 ° în raport cu ecliptica.